# Glód
Glód (Glod), település Romániában, Máramaros megyében.

## Fekvése
Szurdoktól délre fekvő település.

## Története
Glód nevét 1680-ban említette először oklevél Glod néven. 1715-ben Glocz, 1808-ban Glód ~ Gloód, 1888-ban Glód (Gloód, Glodu), 1913-ban Glód néven írták.
1851-ben Fényes Elek írta a településről: „Glood, Máramaros vármegyében, 597 görög katholikus, 67 zsidó lakossal, anyatemplommal, synagogával. Földesurai többen”
1910-ben 1021 lakosából 774 román, 240 német, 7 magyar volt. Ebből 783 görögkatolikus, 237 izraelita volt. A trianoni békeszerződés előtt Máramaros vármegye Izavölgyi járásához tartozott.

## Nevezetesség
- Szent Miklós-fatemplom[1]